# Meridià 111 a l'oest
El meridià 111 a l'oest de Greenwich és una línia de longitud que s'estén des del pol Nord travessant l'oceà Àrtic, Amèrica del Nord, el Golf de Mèxic, l'oceà Pacífic, l'oceà Antàrtic, i l'Antàrtida fins al pol Sud.
El meridià 111 a l'oest forma un cercle màxim amb el meridià 69 a l'est. Com tots els altres meridians, la seva longitud correspon a una semicircumferència terrestre, uns 20.003,932 km. Al nivell de l'Equador, és a una distància del meridià de Greenwich de 12.356 km.
Als Estats Units, la frontera occidental de Wyoming amb Montana, Idaho i Utah es troba en el meridià 34 a l'oest del meridià de Washington, que es troba a dues milles a l'oest del meridià 111 a l'oest de Greenwich.

## De Pol a Pol
Començant en el pol Nord i dirigint-se cap al pol Sud, aquest meridià travessa:
| Coordenades                               | País, territori o mar | Notes |
| ----------------------------------------- | --------------------- | --- |
| 90° 0′ N, 111° 0′ O / 90.000°N,111.000°O  | Oceà Àrtic            | |
| 78° 42′ N, 111° 0′ O / 78.700°N,111.000°O | Canadà                | Territoris del Nord-oest — Illa de Borden |
| 78° 22′ N, 111° 0′ O / 78.367°N,111.000°O | Estret de Wilkins     | |
| 78° 6′ N, 111° 0′ O / 78.100°N,111.000°O  | Canadà                | Territoris del Nord-oest — Illa de Mackenzie King |
| 77° 25′ N, 111° 0′ O / 77.417°N,111.000°O | Cos d'aigua sense nom | |
| 75° 32′ N, 111° 0′ O / 75.533°N,111.000°O | Canadà                | Territoris del Nord-oest — illa de Melville |
| 74° 37′ N, 111° 0′ O / 74.617°N,111.000°O | Canal de Parry        | Canal del Vescomte Melville |
| 72° 25′ N, 111° 0′ O / 72.417°N,111.000°O | Canadà                | Territoris del Nord-oest — Illa Victòria Nunavut — des de 70° 0′ N, 111° 0′ O / 70.000°N,111.000°O a Illa Victòria, i illa Edinburgh |
| 68° 28′ N, 111° 0′ O / 68.467°N,111.000°O | Golf de la Coronació  | |
| 67° 53′ N, 111° 0′ O / 67.883°N,111.000°O | Canadà                | Nunavut — Illa Hepburn i el continent Territoris del Nord-oest — des de 65° 30′ N, 111° 0′ O / 65.500°N,111.000°O, travessa el Gran Llac de l'Esclau Alberta — des de 60° 0′ N, 113° 0′ O / 60.000°N,113.000°O, travessa el llac Athabasca                |
| 49° 0′ N, 111° 0′ O / 49.000°N,111.000°O  | Estats Units          | Montana Wyoming — des de 45° 0′ N, 111° 0′ O / 45.000°N,111.000°O Utah — des de 41° 1′ N, 111° 0′ O / 41.017°N,111.000°O Arizona — des de 37° 0′ N, 111° 0′ O / 37.000°N,111.000°O, passa a l'oest de Tucson a 32° 13′ N, 110° 55′ O / 32.217°N,110.917°O |
| 31° 20′ N, 111° 0′ O / 31.333°N,111.000°O | Mèxic                 | Sonora — passa a l'oest d'Hermosillo a 29° 6′ N, 110° 57′ O / 29.100°N,110.950°O |
| 27° 58′ N, 111° 0′ O / 27.967°N,111.000°O | Golf de Califòrnia    | |
| 25° 25′ N, 111° 0′ O / 25.417°N,111.000°O | Mèxic                 | Baixa Califòrnia Sud |
| 24° 4′ N, 111° 0′ O / 24.067°N,111.000°O  | Oceà Pacífic          | |
| 18° 50′ N, 111° 0′ O / 18.833°N,111.000°O | Mèxic                 | Illa Socorro a les illes Revillagigedo, Colima |
| 18° 44′ N, 111° 0′ O / 18.733°N,111.000°O | Oceà Pacífic          | |
| 60° 0′ S, 111° 0′ O / 60.000°S,111.000°O  | Oceà Antàrtic         | |
| 74° 13′ S, 111° 0′ O / 74.217°S,111.000°O | Antàrtida             | Territori no reclamat |